# قرية آل سعيد (الملاجم)

تعديل مصدري - تعديل

قرية آل سعيد هي إحدى قرى عزلة ال غشام الملاجم بمديرية الملاجم التابعة لمحافظة البيضاء، بلغ تعداد سكانها 114 نسمة حسب تعداد اليمن لعام 2004.